# Holland férfi kézilabda-válogatott
A holland férfi kézilabda-válogatott Hollandia nemzeti csapata, melyet a Holland Kézilabda-szövetség (hollandul Nederlands Handbal Verbond) irányít.

## Eredmények
Világbajnokság
- 1961 – 11. hely
- 2023 – 14. hely
- 2025 – 12. hely

Európa-bajnokság
- 2020 – 17. hely
- 2022 – 10. hely
- 2024 – 12. hely

## Szövetségi kapitányok
- Erlingur Richardsson (2017–2022)
- Staffan Olsson (2022–)[1]